# Šogun
Šogun (japonsko 将軍, hepburnovo prečrkovanje shōgun), uradno Sei-i Taišōgun (征夷大将軍, »glavni poveljnik ekspedicijskih sil proti barbarom«) je bil naziv vojaških diktatorjev Japonske v večjem delu obdobja od 1185 do 1868. Šoguni, ki jih je nominalno imenoval cesar, so bili običajno de facto vladarji države, čeprav v delu obdobja Kamakura so bili šoguni sami voditelji. Funkcija šoguna je bila v praksi dedna, čeprav je v zgodovini Japonske položaj zasedalo več različnih klanov. Naslov so prvotno imeli vojaški poveljniki v obdobju Heian v 8. in 9. stoletju. Ko je leta 1185 Minamoto no Joritomo pridobil politično prevlado nad Japonsko, je bil naslov oživljen, da bi uredil njegov položaj, zaradi česar je postal prvi šogun v običajnem pomenu besede.
Šogunovi uradniki so se skupaj imenovali bakufu (幕府, »šotorska vlada«); oni so bili tisti, ki so opravljali dejanske naloge uprave, medtem ko je cesarski dvor obdržal le nominalno oblast. Šotor je simboliziral vlogo šoguna kot vojaškega terenskega poveljnika, hkrati pa je označeval, da naj bi bila takšna pisarna začasna. Kljub temu je institucija znana kot šogunat, obstala skoraj 700 let, končala pa se je, ko je Tokugava Jošinobu leta 1867 odstopil urad cesarju Meidžiju kot del obnova Meidži.
Tako postane oblast japonskega cesarja le še nominalna. Cesar je v skladu s šintoistično religijo sicer še vedno učlovečeno božanstvo in »glava« japonske države, vendar pa je njegova absolutna oblast z vzponom šogunov močno omejena.
Šoguni si izborijo tudi osebne vazale, japonske veleposestnike (daimjo), ki jih do šogunov zavezuje osebna zvestoba. Ta zvestoba je enaka tisti, s katero so samuraji povezani s svojimi zemljiškimi gospodi. S to dvojno povezanostjo doseže fevdalizem na japonskem svoj vrhunec.
Prvi, ki je prejel naziv šoguna, je bil Ōtomo no Otomaro.

## Etimologija
Izraz šogun (将軍, dobesedno »poveljnik vojske«) je okrajšava zgodovinskega naziva Sei-i Taišōgun 征 (sei, せい) pomeni »osvojiti« ali »podjarmiti« in 夷 (i, い) pomeni »barbar« oz. »divjak«.大 (dai, だい) pomeni »velik«, 将 (šō, しょう) pomeni »poveljnik« in 軍 (gun, ぐん) pomeni »vojska«. Tako bi bil prevod Sei-i Taišōgun »Vrhovni poveljnik ekspedicijskih sil proti barbarom«
Izraz se je prvotno nanašal na generala, ki je poveljeval vojski, poslani v boj proti plemenom severne Japonske, po 12. stoletju pa se je izraz uporabljal za označevanje voditelja samurajev. Izraz se pogosto prevaja generalissimo in ga Japonci uporabljajo tudi za takšne vojaške voditelje tujih narodov.

### Bakufu
Uprava šoguna se v japonščini imenuje bakufu (幕府) in dobesedno pomeni »vlada z zavese«. Med bitkami je vodja samurajske vojske sedel na škarjastem stolu v polodprtem šotoru, imenovanem maku, in je pokazal svoj mon ali blazon. Uporaba izraza bakufu za šogunsko vlado kaže izjemno močno in reprezentativno simboliko.

## Naslovi
V zgodovini so bili podobni izrazi kot Sei-i Taišōgun uporabljeni z različnimi stopnjami odgovornosti, čeprav nobeden od njih ni imel enakega ali večjega pomena kot Sei-i Taišōgun. Nekateri od njih so bili:
- Seitō Taišōgun (征東大将軍, dob. »Vrhovni poveljnik za pomiritev vzhoda«) [8]
- Seisei Taišōgun (征西大将軍, dob. »Vrhovni poveljnik za pomiritev Zahoda«) [9]
- Čindžufu Šōgun (鎮守府将軍, dob. »glavni poveljnik osrednjega mirovnega štaba«) [10]
- Seiteki Taišōgun (征狄大将軍, dob. »Vrhovni poveljnik, podložnik barbarov«)
- Močisecu Taišōgun (持節大将軍, dobesedno »glavni poveljnik začasnega urada«)
- Sekke šōgun (摂家将軍, dob. »Veliki generalni svetovalec«) [11]
- Mija šōgun (宮将軍, dob. »Veliki general palače«) [12]
- Mucu Čintō Tjkat (陸奥鎮東将軍, dob. »Veliki general podrejanja Mucuja«)

## Zgodovina

### Prvi šogun
Med različnimi avtorji ni soglasja, saj nekateri viri menijo, da je Tadžihi no Agatamori prvi, drugi pravijo Ōtomo no Otomaro, eni viri zagotavljajo, da je bil prvi Sakanoue no Tamuramaro, medtem ko se tretji izogibajo problemu tako, da od prvega šoguna Kamakura omenjajo Minamoto no Joritomo.

### Obdobje Heian (794–1185)
Prvotno je bil naziv Sei-i Taišōgun (»Vrhovni poveljnik ekspedicijskih sil proti barbarom«) podeljen vojaškim poveljnikom v zgodnjem obdobju Heian za čas trajanja vojaških pohodov proti Emišijem, ki so se upirali upravljanju cesarskega dvora s sedežem v Kjotu. Ōtomo no Otomaro je bil prvi Sei-i Taišōgun. Najbolj znan od teh šogunov je bil Sakanoue no Tamuramaro.
V poznejšem obdobju Heian je bil imenovan še en šogun. Minamoto no Jošinaka je bil med Genpjsko vojno imenovan sei-i taišōgun, le da ga je kmalu zatem ubil Minamoto no Jošicune.

#### Sakanoue no Tamuramaro
Sakanoue no Tamuramaro (758–811) je bil japonski general, ki se je boril proti plemenom Emiši na severu Japonske (naseljenim na ozemlju, ki danes združuje provinci Mucu in Deva). Tamarumaro je bil prvi general, ki je podjarmil ta plemena in njihovo ozemlje vključil v državo Jamato. Zaradi svojih vojaških podvigov so ga poimenovali Sei-i Taišōgun in verjetno zato, ker je bil prvi, ki je zmagal proti severnim plemenom, je splošno priznan kot prvi šogun v zgodovini. (Opomba: po zgodovinskih virih je imel Ōtomo no Otomaro tudi naziv Seii Taishōgun).

### Šogunat Kamakura (1192–1333)
V zgodnjem 11. stoletju je daimjo pod zaščito samurajev prevladal v notranji japonski politiki. Dve izmed najmočnejših družin – Taira in Minamoto – sta se borili za nadzor nad propadajočim cesarskim dvorom. Družina Taira je prevzela oblast od leta 1160 do 1185, vendar jo je v bitki pri Dan-no-uri premagal Minamoto. Minamoto no Joritomo je prevzel oblast od centralne vlade in aristokracije ter do leta 1192 vzpostavil fevdalni sistem s sedežem v Kamakuri, v katerem je zasebna vojska, samuraji, pridobila nekaj političnih moči, medtem ko sta cesar in aristokracija ostala de jure vladarja. Leta 1192 je cesar Go-Toba Joritomu podelil naziv Sei-i Taišōgun in politični sistem, ki ga je razvil z zaporedjem šogunov, ko je bil vodja postal znan kot šogunat. Družina Hodžo Masako (Joritomova žena, budistična nuna in političarka), je prevzela oblast od šogunov Kamakura. Ko so bili Joritomovi sinovi in dediči umorjeni, je šogun sam postal dedna figura. Resnična moč je bila v rokah regentov Hōdžō. Šogunat Kamakura je trajal skoraj 150 let, od 1192 do 1333.
Konec šogunata Kamakura je prišel, ko je leta 1333 padel Kamakura in je bilo regentstvo Hōdžō uničeno. Leta 1331 je cesar Go-Daigo odločen obnoviti oblast na cesarskem dvoru in poskušal strmoglaviti šogunat. Zaradi tega je bil Daigo izgnan. Okoli 1334–1336 je Ašikaga Takaudži pomagal Daigu ponovno pridobiti prestol v obnovi Kenmu.
Boj proti šogunatu je pustil cesarja s preveč ljudmi, ki so zahtevali omejeno zalogo zemlje. Takaudži se je obrnil proti cesarju, ko je nezadovoljstvo glede razdelitve zemlje dovolj naraslo. Leta 1336 je bil Daigo ponovno izgnan v korist novega cesarja, kar je privedlo do ustanovitve novega šogunata Ašikaga.
Med obnovo Kenmu, po padcu šogunata Kamakura leta 1333, se je pojavil še en kratkotrajni šogun. Princ Morijoši (Morinaga), sin Go-Daiga, je prejel naziv Sei-i Taišōgun. Vendar pa je bil princ Morijoši pozneje v hišnem priporu in leta 1335 ga je Ašikaga Tadajoši ubil.

### Šogunat Ašikaga (Muromači) (1336/1338–1573)
Leta 1336 ali 1338 je Ašikaga Takaudži, tako kot Minamoto no Joritomo, potomec knezov Minamoto, prejel naziv sei-i taišōgun in ustanovil šogunat Ašikaga, ki je nominalno trajal do 1573. Ašikaga je imel svoj sedež v okrožju Muromači v Kjotu, čas, v katerem so vladali, pa je znan tudi kot obdobje Muromači.
Prvih petdeset let šogunata Ašikaga ni mogel uveljaviti oblasti nad celotno državo, saj so potomci Go-Daiga oblikovali konkurenčen dvor, ki je izpodbijal njihovo oblast v obdobju Nanboku-čō. Končno leta 1392 se je južni dvor predal severnemu dvoru in oblasti bakufuja.
Po Oninski vojni je moč šogunov Ašikaga počasi usihala in z začetkom obdobja Sengoku so bili zmanjšani na marionete različnih vojskovodij, dokler ni bil zadnji šogun klana Muromači, Ašikaga Jošiaki, leta 1573 odstavljen.

### Obdobje Azuči–Momojama (1573–1600)
S koncem Ašikaga bakufu sta se Oda Nobunaga in njegov naslednik, Tojotomi Hidejoši, povzpela na oblast, vladala z uporabo dvornih nazivov cesarskega regenta in pridobila veliko večjo moč, kot jo je imel kateri koli od njihovih predhodnikov na teh položajih. Številni zgodovinarji menijo, da je Hidejoši med največjimi japonskimi vladarji, vendar nobenemu od njiju nikoli ni bil uradno podeljen naziv šogun.

### Šogunat Tokugava (1600–1868)
Po Hidejošijevi smrti po neuspeli invaziji na Korejo je Tokugava Iejasu leta 1600 prevzel oblast z zmago v bitki pri Sekigahari in ustanovil šogunsko vlado v Edu (zdaj znanem kot Tokio). Leta 1603 je prejel naziv sei-i taišōgun, po tem ko je ponaredil družinsko drevo, da bi pokazal, da je po rodu Minamoto. Šogunat Tokugava je trajal do leta 1867, ko je Tokugava Jošinobu odstopil s položaja šoguna in svojo oblast prepustil cesarju Meidžiju. Iejasu je postavil precedens leta 1605, ko se je upokojil kot šogun v korist svojega sina Tokugave Hidetade, čeprav je ohranil oblast iz ozadja kot Ōgošo (大御所, samostanski šogun).
V obdobju Edo je bila dejanska oblast v rokah šoguna Tokugava, ne cesarja v Kjotu, čeprav je prvi svoj položaj navidezno dolgoval slednjemu. Šogun je nadzoroval zunanjo politiko, vojsko in fevdalno pokroviteljstvo. Vloga cesarja je bila ceremonialna, podobna položaju japonske monarhije po drugi svetovni vojni.
Meč Hondžō Masamune so podedovali zaporedni šoguni in je predstavljal šogunat Tokugava. Izdelal ga je mečevalec Masamune (1264–1343) in je bil priznan kot eden najboljših japonskih mečev v zgodovini. Leta 1939 je bil razglašen za japonski nacionalni zaklad (Kokuhō). Po drugi svetovni vojni, decembra 1945, je Tokugava Iemasa dal meč in 13 drugih mečev "cenjene dediščine" policijski postaji v Medžiru. Januarja 1946 je policija Medžiro dala meče moškemu, identificiranemu kot Sgt. Coldy Bimore (verjetno popačeno fonetično črkovanje imena moškega) iz Komisije za tuje likvidacije AFWESPAC (vojaške sile, Zahodni Pacifik). V epizodi Expedition Unknown je Josh Gates odpotoval na Japonsko v iskanju Hondžō Masamune in izvedel, da ni nobenih zapisov o Sgt. Coldy Bimore, ki bi prejel meč. Hondžō Masamune je najpomembnejši od manjkajočih japonskih mečev in njegova trenutna lokacija ostaja neznana.

## Šogunat
Izraz bakufu (幕府, »šotorska vlada«) je prvotno pomenil bivališče in gospodinjstvo šoguna, vendar je sčasoma postal metonim za sistem vladanja, v katerem je prevladovala fevdalna vojaška diktatura, ki se je izvajala v imenu šoguna ali sam šogun. Zato so imeli različni bakufuji absolutno oblast nad državo (ozemlje, ki so mu takrat vladali) brez premora od 1192 do 1867, pri čemer so prikrivali dejansko oblast, prenose klanov in naslovov.
Sistem šogunat je prvotno vzpostavil Minamoto no Joritomo pod šogunatom Kamakura po genpeiski vojni, čeprav je teoretično država (in torej cesar) še vedno imela de jure lastništvo vse zemlje na Japonskem. Sistem je imel nekaj fevdalnih elementov, z manjšimi teritorialnimi gospodi, ki so obljubili svojo zvestobo večjim. Samuraji so bili za svojo zvestobo nagrajeni s kmetijskimi presežki, običajno z rižem ali z delom kmetov. V nasprotju z evropskimi fevdalnimi vitezi samuraji niso bili posestniki. Hierarhija, ki je držala ta sistem vladanja skupaj, je bila okrepljena s tesnimi vezmi zvestobe med daimjō, samuraji, in njihovimi podrejenimi.
Vsak šogunat je bil dinamičen, ne statičen. Moč se je nenehno menjavala in oblast je bila pogosto dvoumna. Preučevanje plime in oseke v tej zapleteni zgodovini še naprej pritegne pozornost učenjakov. Vsak šogunat je naletel na konkurenco. Viri konkurence so bili cesar in dvorna aristokracija, ostanki cesarskih vladnih sistemov, daimjōji, sistem šōen (dvorec), veliki templji in svetišča, sohei (budistični bojevniki menihi), šugo (guverner) in džitō (upravitelji ozemlja), džizamurai (gospodarji manjših podeželskih posesti) in zgodnji moderni daimjō. Vsak šogunat je odražal potrebo po novih načinih za uravnoteženje spreminjajočih se zahtev centralnih in regionalnih oblasti. 

## Odnos do cesarja
Odkar je Minamoto no Joritomo lik šoguna spremenil v stalni in dedni položaj in sta do obnove Meidži na Japonskem obstajala dva vladajoča razreda: 1. cesar ali tenō (天皇, dobesedno »Nebeški suveren«), ki je je deloval kot »glavni duhovnik« uradne vere v državi, šintoizma in 2. šogun, vodja vojske, ki je imel tudi civilno, vojaško, diplomatsko in sodno oblast. Čeprav je bil teoretično šogun cesarjev služabnik, je postal prava moč za prestolom.
Noben šogun se ni poskušal polastiti prestola, tudi ko je imel na voljo vojaško moč ozemlja. Razloga sta bila predvsem dva:
- Teoretično je šogun prejel moč cesarja, zato je bil to njegov simbol oblasti.
- Obstajala je sentimentalistična tradicija, ki so jo ustvarili duhovniki in redovniki, ki so imperialno linijo iz »dobe bogov« zasledili v »večno linijo, ki je niso prekinili časi«. Po japonski mitologiji je bil cesar neposredni potomec Amaterasu, boginje sonca.

Ker šoguni niso mogli uzurpirati prestola, so si skozi zgodovino prizadevali, da bi cesarja držali stran od politične dejavnosti v državi in jih izrinili iz sfere vpliva. Ena redkih pristojnosti, ki jih je lahko obdržala cesarska hiša, je bila možnost »nadzora časa« z označevanjem japonskega nengō ali ere in izdajanjem koledarjev.
Cesarji so dvakrat poskušali povrniti oblast, ki so jo uživali pred ustanovitvijo šogunata. Leta 1219 je cesar Go-Toba obtožil Hōdžō kot izobčenca. Imperialne čete so se mobilizirale, kar je privedlo do vojne Džōkjū (1219–1221), ki je dosegla vrhunec v tretji bitki pri Udžiju (1221). Med tem so bile cesarske čete poražene, cesar Go-Toba pa izgnan. S porazom Go-Tobe je bila potrjena samurajska oblast nad državo. Na začetku 14. stoletja se je cesar Go-Daigo odločil za upor, vendar so Hōdžō, ki so bili takrat regenti, poslali vojsko iz Kamakure. Cesar je pobegnil pred prihodom vojakov in vzel cesarske insignije. Šogun je imenoval svojega cesarja, s čimer se je začelo obdobje Nanboku-čō (南北朝, dobesedno »južni in severni dvor«).
V 1850-ihin 1860-ih je bil šogunat pod močnim pritiskom tako v tujini kot s strani tujih sil. Takrat so različne skupine, ki so bile jezne na šogunat zaradi popuščanja različnim evropskim državam, v liku cesarja našle zaveznika, prek katerega bi lahko izgnale šogunat Tokugava z oblasti. Moto tega gibanja je bil Sonnō džōi (尊王攘夷, »Časti cesarja, izženi barbare«) in končno jim je uspelo leta 1868, ko je bila imperialna oblast obnovljena po stoletjih, ko je bila v senci političnega življenja v državi.

## Zapuščina
Po predaji Japonske po drugi svetovni vojni je general ameriške vojske Douglas MacArthur v letih okupacije postal dejanski vladar Japonske. Njegov vpliv na Japonskem je bil tako velik, da so ga poimenovali Gaidžin Šōgun (外人将軍).
Danes je vodja japonske vlade predsednik vlade; uporaba izraza šogun se je kljub temu nadaljevala v pogovornem jeziku. Upokojeni predsednik vlade, ki ima še vedno precejšnjo moč in vpliv v zakulisju, se imenuje šogun v senci (闇将軍, jami šōgun), nekakšna sodobna inkarnacija samostanske vladavine. Primera šogunov v senci sta nekdanji premier Kakuei Tanaka in politik Ičirō Ozava.